# Parysatis (Gattin Alexanders des Großen)
Parysatis (altpersisch Parušyatiš) war im 4. Jahrhundert v. Chr. eine persische Adlige und seit 324 v. Chr. eine der Gattinnen des makedonischen Königs und ägyptischen Pharaos Alexander des Großen.

## Leben
Parysatis war die jüngste Tochter des achämenidischen Königs Artaxerxes III. Sie begleitete König Dareios III. auf seinem Feldzug gegen die Makedonen, geriet aber nach der Schlacht bei Issos (333 v. Chr.) mit ihrer Mutter und ihren Schwestern in Damaskus in die Hände des siegreichen Alexanders des Großen, der sie bei der Massenhochzeit zu Susa (324 v. Chr.) gleichzeitig mit Stateira, der ältesten Tochter des Dareios III., heiratete.